# August Wilhelm Ambros
Dr. jur. August Wilhelm Ambros (též August Vilém Ambros) (17. listopadu 1816, Mýto – 28. června 1876, Vídeň) byl historik hudby, hudební teoretik, kritik a skladatel pocházející z Čech.

## Život
Ambrosův otec, poštmistr a statkář v západočeském Mýtě, určil svého syna pro právnickou kariéru. August Wilhelm po studiu na Malostranském gymnáziu v Praze nastoupil na právnickou fakultu pražské univerzity a po získání doktorátu roku 1839 nastoupil do státní služby, nejprve na berním úřadě, pak byl mj. v revolučním roce 1848 příslušný pro cenzuru v Praze, roku 1850 se stal náměstkem vrchního státního návladního u pražského zemského soudu (a oženil se) a od roku 1871 působil na říšském ministerstvu spravedlnosti ve Vídni.
Pravým Ambrosovým povoláním hudba a výtvarné umění. Ambrosův hudební talent již v mládí pěstovala jeho matka Karoline Ambrosová, koncertní klavíristka, a její bratr, hudební historik Raphael Georg Kiesewetter. V průběhu studia na Malostranském gymnáziu v Praze se učil prakticky i teoreticky malířství (u Josefa Führicha) i hudbě (u Friedricha Dionysa Webera a Jana Bedřicha Kittla).
Jakožto jeden ze zakládajících členů („Flamin“) a vůdčí osobnost pražského spolku Davidovců („Davidsbund“) našel svůj hudební i žurnalistický vzor především v Robertu Schumannovi, do jehož Zeitschrift für Musik přispíval. Jeho skladby byly ovlivněny rovněž stylem Felixe Mendelssohna-Bartholdyho. Spolu s četnými mladými přáteli z pražského vzdělaného měšťanstva, k nimž patřil mj. Eduard Hanslick (píšící pod pseudonymem „Renatus“), oponoval tehdy v Praze převládajícímu hudebnímu konservatismu.
Svým současníkům byl Ambros vedle své skladatelské činnosti znám zejména jako hudební spisovatel a kritik. Svou prvotinou Hranice hudby a poezie: Studie k estetice hudebního umění (Praha 1856), kterou koncipoval jako odpověď na Hanslickův spis O hudebním krásnu  (Vom Musikalisch-Schönen), postavil proti jeho estetickému konceptu hudby jako „znějící pohybující se formy“ vlastní koncept „oduševnělé formy“. V jádru výpovědi však byl Ambros Hanslickově eseji natolik blízko, že sice touto prací sklidil publicistický úspěch, k hudebně-estetické diskusi druhé poloviny 19. století však nijak koncepčně nově nepřispěl. Přesto mu tato kniha i další práce, jako například Kulturněhistorické obrazy ze současného hudebního života  (Lipsko 1860) a Pestré listy (2 svazky. Lipsko 1872 a 1874), a množství novinových článků vynesly pověst jednoho z nejvýznamnějších hudebních kritiků své doby. Hranice hudby a poezie my přinesla i zájem a přátelství Franze Liszta, který mj. poprvé provedl, spolu s Camillem Sivorim, Ambrosovu sonátu pro klavír a housle (Praha 1865).
Po zájmu a příznivém přijetí, se kterým se sekala jeho přednáška (Hudba jako kulturněhistorický moment dějin – Die Musik als culturgeschichtliches Moment in der Geschichte) učiněná v rámci výročního setkání Německého spolku hudebníků v roce 1859, mu vratislavské nakladatelství Leuckart (Constantin Sander) zadalo práci na souhrnných dějinách hudby. Výsledkem byly třísvazkové Dějin hudby (Geschichte der Musik), které se staly Ambrosovým životním dílem. První svazek se zabýval hudbou mimoevropských kultur a antickou hudbou (se zvláštním důrazem na hudbu starého Řecka), druhý svazek hudbou 4. až raného 15. století (jehož těžištěm byly gregoriánský chorál, Guido z Arezza, Antoine Busnoys a Guillaume Dufay) a třetí svazek hudbou fransko-vlámské školy (s důrazem na Josquina Despreze).
V důsledku svého vzdělání byl přitom Ambros více než mnoho z jeho kolegů obeznámen s metodikou a pojmy historické školy právní a s literaturou své doby týkající se dějin umění, což se promítlo do koncepce jeho díla. V něm se odráží napětí mezi hegelovskou historickofilosofickou koncepcí a silně historicky charakterizovaným přístupem k látce, který se snaží dostát postulátu „Selbstauslöschung“, tedy potlačení vlastního historického názoru, formulovanému Leopoldem von Rankem.
V hudební kritice bylo východiskem jeho kritiky Mozartovo dílo, i když přehnaný a povrchní Mozartovský kult v Praze kritizoval. Byl rozhodným příznivcem operní reformy Richarda Wagnera, podrobně se věnoval i Giacomu Meyerbeerovi, k němuž však měl vztah rozporuplný – kritizoval hlavně jeho libreta. Sledoval i českou produkci a kritikou Krásnohorské libreta k Bendlovu Břetislavovi se zapojil do diskusí o české operní deklamaci.
Již jako uznávaný odborník byl Ambros roku 1869 jmenován prvním mimořádným profesorem hudební vědy na (dosud oboujazyčné) Karlově univerzitě, a to vedle svého zaměstnání u zenského soudu a vedle působení ve správní radě pražské konzervatoře. Již roku 1871 však byl povolán do Vídně na ministerstvo spravedlnosti a současně na místo učitele dějin umění korunního prince Rudolfa, učitele dějin hudby na vídeňské konzervatoři a hudebního redaktora oficiálních novin Wiener Zeitung. Pražská stolice profesora hudební vědy pak zůstala neobsazena. Během své práce na Dějinách hudby byl Ambros uvolněn na několikaměsíční období ze svého úřadu v Praze i ve Vídni (působil mj. jako profesor hudebních dějin na pražské konzervatoři a jako učitel dějin umění korunního prince Rudolfa), aby mohl v různých evropských archivech shromáždit materiál ke svému dílu; tehdy mj. objevil partituru Monteverdiho Odysseova návratu do vlasti, do té doby považovanou za ztracenou.
August Wilhelm Ambros zemřel náhle na onemocnění roku 1876, v době, kdy se chystal vypravit se na další studia do italských archivů, kde se chtěl zabývat renesanční hudbou, především Alessandrem Stradellou. Zemřel dříve, než mohlo dokončit čtvrtý svazek svého hlavního díla, který mělo zahrnovat dobu Palestrinovu. Tento díl uspořádali a roku 1878 vydali Otto Kade a Hugo Leichtentritt. Pátý svazek s hudebními příklady ke třetímu svazku Dějin hudby byl vydán roku 1882 pod vedením Kadeho. Wilhelm Langhans pokračoval v díle v „chronologickém pořádku“, aniž by však dosáhl Ambrosovy úrovně.

## Rodina
Ambros se 3. června 1850 oženil s Theresií roz. Jägerovou (* 1829 Vídeň). V letech 1843–1870 bydlel(i) v Praze, kde August vykonával své úřední povinnosti a narodila se většina z jejich osmi dětí. Zároveň byli evidováni jako domovští příslušníci vídeňského magistrátu. Nejstarší syn Raffael von Ambros (1855 Praha–1895 Gutenstein) se stal malířem a byl povýšen do rakouského šlechtického stavu. Osudy synů Johanna a Julia nejsou známé, stejně jako čtyř dcer. Jedno dítě zemřelo brzy po narození.

## Památky
- Ve vídeňské čtvrti Liesingu (23. okres) nese Ambrosovo jméno od roku 1954 Ambrosweg.

## Dílo

### Knihy
Seznam vydaných knih:
- Die Grenzen der Musik und Poesie. Eine Studie zur Ästhetik der Tonkunst (Hranice hudby a poezie. Studie k estetice hudebního umění). Praha 1856.[7]
- Der Dom zu Prag (Pražský dóm). Praha 1858.[8]
- Das Conservatorium in Prag (Pražská konzervatoř). Praha 1858.
- Culturhistorische Bilder aus dem Musikleben der Gegenwart (Kulturněhistorické obrazy ze současného hudebního života). Lipsko 1860.
- Geschichte der Musik (Dějiny hudby).
  - I. Die Musik des griechischen Altertums und des Orients (Hudba řecké antiky a Východu). Vratislav 1862.
  - II. A. "Die Anfänge der europäischen abendländischen Kunst" (Počátky evropského západního umění). B. Die Entwickelung des geregelten mehrstimmigen Gesanges (Vývoj pravidelného vícehlasého zpěvu). Vratislav 1864.
  - III. A. Die Zeit der Niederländer (Doba Nizozemců). B. Die Musik in Deutschland und England (Hudba v Německu a Anglii). C. Die italienische Musik des 15. Jahrhunderts (Italská hudba 15. století). Vratislav 1868.
  - IV. [Musik in Italien von Palestrina bis gegen 1650 (Hudba v Itálii od Palestriny do cca 1650)]. Fragment, Lipsko 1878.
  - V. Auserwählte Tonwerke der berühmtesten Meister des 15. und 16. Jahrhunderts (Vybraná hudební díla nejznámějších mistrů 15. a 16. století). Podle nedokončených poznámek z pozůstalosti vydal Otto Kade. Lipsko 1882.
  - Jmenný a věcný rejstřík. Sestavil Wilhelm Bäumker. 1882.
- Bunte Blätter. Skizzen und Studien für Freunde der Musik und der bildenden Kunst (Pestré listy. Náčrty a studie pro přátele hudby a výtvarného umění).
  - [Sv. 1]. Lipsko 1872.
  - Neue Folge [Sv. 2]. Lipsko 1874.
  - Bunte Blätter [pouze eseje o hudbě z obou svazků, vydal Emil Vogel]. 1896.
- Zwei musikalische Nachlasshefte (Dva hudební sešity z pozůstalosti). Bratislava a Lipsko 1882.

### Články
Dosud chybí bibliografie četných esejů, studií, náčrtů apod., které byly vydány v různých časopisech a novinách (Neue Zeitschrift für Musik, Lipsko; Bohemia, Praha; Abendpost, Neue Freie Presse, Vídeň a mnoho dalšíchm včetně pěti českých); byla by důležitá, neboť podle Ambrosova vlastního svědectví (Bunte Blätter I, VI f.) jsou jeho dřívější časopisecké články a fejetony do později vydaných sbírek převzaty jen v silně přepracované podobě.

### Hudební dílo
Z Ambrosovy tvorby byly ve své době vydány jen písně a charakterní kusy a sonáty pro klavír. Řada děl zůstala nevydána a některé jsou nyní nezvěstné. Z nikdy neprovedené a zřejmě nedokončené opery v češtině Břetislav a Jitka (1868-70) na libreto Josefa Wenziga byla provedena a zachovala se pouze předehra; předehry ke hrám Heinricha von Kleista Kätchen von Heilbronn (1848) a Pedra Calderóna de la Barca Il magico prodigioso (1855) se zachovaly, ne však předehry k Shakespearově Othellovi (1847), která se hrála i v Londýně, a k Tieckově Genovevě (1847) (tu prý skladatel sám zničil, aby nekonkurovala stejnojmenné opeře Roberta Schumanna). Ambros napsal rovněž monodrama Založení Prahy (Prags Gründung nebo též Libušas Prophezeiung, provedeno poprvé na Žofíně 9. dubna 1850).
Ze dvou symfonií se zachovala pouze první, stejně jako dvě mše, B dur a Missa solemnis a moll (1857), která měla dlouhodobý úspěch a kterou Ambros sám považoval za své nejlepší dílo. Nezachovala se však jeho Stabat mater z roku 1850. Vedle toho napsal další klavírní a komorní skladby. V 40.-50. letech 18. století patřil mezi nejuznávanější pražské skladatele, s výjimkou předeher však docílil jen místního úspěchu.